# (100450) 1996 RN11
(100450) 1996 RN11 es un asteroide perteneciente al cinturón de asteroides, descubierto el 8 de septiembre de 1996 por el equipo del Spacewatch desde el Observatorio Nacional de Kitt Peak, Arizona, Estados Unidos.

## Designación y nombre
Designado provisionalmente como 1996 RN11.

## Características orbitales
1996 RN11 está situado a una distancia media del Sol de 2,657 ua, pudiendo alejarse hasta 2,883 ua y acercarse hasta 2,431 ua. Su excentricidad es 0,084 y la inclinación orbital 7,477 grados. Emplea 1582 días en completar una órbita alrededor del Sol.

## Características físicas
La magnitud absoluta de 1996 RN11 es 15,6.